# Ebenthal in Kärnten
Ebenthal in Kärnten är en ort och kommun i Österrike. Den ligger i distriktet Klagenfurt-Land i förbundslandet Kärnten, i den södra delen av landet, 230 km sydväst om huvudstaden Wien. 
Kommunen består av 34 orter (Ortschaften) (inom parentes invånarantal 1 januari 2024):

- Aich an der Straße (24)
- Berg (74)
- Ebenthal (1 500)
- Goritschach (53)
- Gradnitz (475)
- Gurnitz (407)
- Haber (47)
- Hinterberg (10)
- Kohldorf (69)
- Kosasmojach (32)
- Kossiach (63)
- Kreuth (147)
- Lipizach (100)
- Mieger (10)
- Moosberg (17)
- Niederdorf (1 083)
- Obermieger (85)
- Obitschach (132)
- Pfaffendorf (158)
- Priedl (122)
- Radsberg (92)
- Rain (1 110)
- Reichersdorf (731)
- Rosenegg (255)
- Rottenstein (117)
- Saager (10)
- Sabuatach (11)
- Schwarz (206)
- Tutzach (139)
- Untermieger (37)
- Werouzach (36)
- Zell (300)
- Zetterei (475)
- Zwanzgerberg (116)